# Floridante
Il Floridante (HWV 14) ist eine Oper (Dramma per musica) in drei Akten von Georg Friedrich Händel. Die Handlung befasst sich mit der Einkerkerung eines rechtmäßigen Thronerben, der jedoch am Ende triumphiert. Der Librettist Rolli und Händel widmeten die Oper dem Prince of Wales Georg August von Hannover.

## Entstehung
Floridante war Händels Beitrag zur dritten Saison der Royal Academy of Music (der sogenannten ersten Opernakademie), die am 1. November 1721 mit einer Wiederaufnahme von Radamisto von 1720 begann. Er stellte die Partitur am 28. November 1721 fertig, die Uraufführung fand schon am 9. Dezember im King’s Theatre am Haymarket statt.
Mit fünfzehn Vorstellungen in der ersten Saison wurde Il Floridante gut angenommen, aber Giovanni Bononcini stellte Händel mit seinen im Januar und Februar 1722 folgenden Crispo (Wiederaufnahme) und Griselda (Neuproduktion), die wesentlich erfolgreicher waren, in den Schatten. Überhaupt konnte Händel Bononcinis Beliebtheit beim Londoner Publikum in dieser Zeit nicht erreichen: Dessen Oper Astarto (1720, Libretto von Rolli) wurde in einer Spielzeit vierundzwanzigmal aufgeführt – das war Rekord. Seine Werke erlebten in den ersten beiden Spielzeiten allein dreiundsechzig Aufführungen, dagegen erklangen Händels Opern nur achtundzwanzigmal. Von vornherein war Bononcini neben Händel und dem weiteren Italiener Attilio Ariosti als Hauskomponist für die Opernakademie mit engagiert worden, da es einem einzelnen Komponisten nicht möglich war, die Royal Academy mit ausreichend neuen Opern zu versorgen. Dennoch gab es keine Feindschaft zwischen den Musikern: Derartige Gefühle und Meinungen entstanden eher im Publikum und wurden von diesem kolportiert. Im Gegenteil waren Sänger und Subskribenten über die reibungslose Zusammenarbeit froh; indes nahm die Parteilichkeit in Teilen des adligen Publikums schon gelegentlich komische Züge an:
| Some say, compar’d to Bononcini That Mynheer Handel’s but a Ninny Others aver, that he to Handel Is scarcely fit to hold a candle Strange all this Difference should be Twixt Tweedle-dum and Tweedle-dee! | Es spricht des Bononcin’s Partei, Dass Händels Wirken nichtig sei; Und Händels Haufen schwört sodann, Dass der ihm’s Licht nicht halten kann: Was für ein Lärm, welch ein Geschrei Um Dideldum und Dideldei! |

John Byrom: Epigram on the Feuds Between Handel and Bononcini.
Der in Amerika geborene englische Autor James Ralph geht in seiner Streitschrift The Touch-Stone: Or, Historical, Critical, Political, Philosophical, and Theological Essays upon the reigning Diversions of the Town (1728) darauf ein, was seiner Ansicht nach die verschiedenen Vorzüge der Akademiekomponisten sind:

“H----l would furnish us with Airs expressive of the Rage of Tyrants, the PAssions of Heroes, and the Distresses of Lovers in the Heroick Stile. B----ni sooth us with fighing Shepherds, bleating Flocks, chirping Birds, and purling Streams in the Pastoral: And A----o give us good Dungeon Scenes, Marches for a Battel, or Minuets for a Ball, in the Miserere. H----l would warm us in Frost or Snow, by rousing every Passion with Notes proper to the Subject: Whilst B----ni would fan us, in the Dog-Days, with an Italian Breeze, and lull us asleep with gentle Whispers.”

„Händel versorgt uns mit ausdrucksstarken Arien vom Zorn der Tyrannen, von den Leidenschaften der Helden und den Nöten von Liebenden im heroischen Stil. Bononcini beruhigt uns mit seufzenden Hirten, blökenden Herden, zwitschernden Vögeln und murmelnden Bächen im Hirtenton. Und Ariosti gibt uns gute Kerkerszenen, Märsche für eine Schlacht, Menuette für einen Ball im ‚Miserere‘. Händel wärmt uns bei Frost und Schnee, indem er durch passende Musik jede Leidenschaft erweckt. Bononcini dagegen umfächelt uns in den Hundstagen mit einer italienischen Brise und wiegt uns sanft wispernd in den Schlaf.“

## Libretto
Das Libretto wurde ursprünglich von Francesco Silvani geschrieben und von Marc’ Antonio Ziani für eine Opernkomposition verwendet, die erstmals 1696 in Venedig und später in Ferrara und Livorno aufgeführt wurde: La costanza in trionfo.

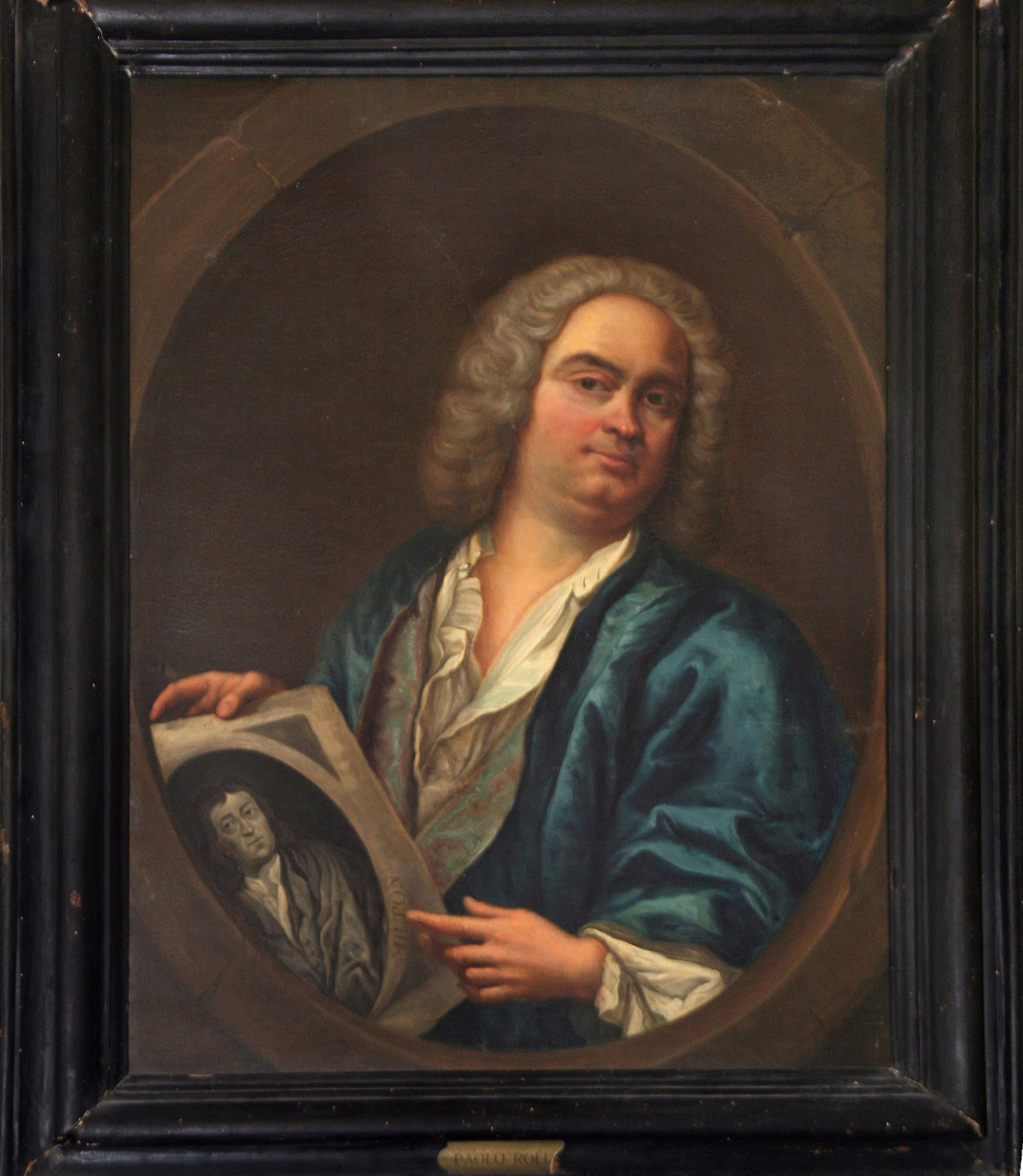
Paolo Antonio Rolli. Don Domenico Pentini zugeschrieben

Nachdem sich Händel mit Nicola Francesco Haym überworfen hatte (er hatte bereits mit Teseo, Amadigi di Gaula und Radamisto drei Libretti für Händel geschrieben), erledigte das jetzt der italienische Sekretär der Akademie Paolo Antonio Rolli. Rolli sah sich selbst nicht als Arrangeur, sondern als Dichter. Auch wenn er als Grundlage das ältere venezianische Libretto von Silvani übernahm, überlebte doch kaum eine einzige Zeile des Originals seine Umarbeitung und hat so mit der Vorlage wenig mehr als den Handlungsverlauf gemein. Die Geschehnisse werden von Norwegen nach Persien verlagert und alle handelnden Personen umbenannt: Gustavo, der König und Tyrann von Norwegen wird zu Oronte, der sarmantische Prinz Sveno zu Floridante, Gustavos Tochter Marianne wird Rossane, Leonilde, Gustavos vermeintliche Tochter, in einer deutschen Bearbeitung der Oper selbst Titelheldin, wird zu Elmira, der fränkische Prinz Lotario wird Timante und Flavio wird zu Coralbo. Zweifellos war es Rollis Ehrgeiz, die Poesie seiner Quelle zu übertreffen. Obwohl ihm dies gelungen zu sein scheint, fehlte ihm eine weit wichtigere Qualität als Librettist: ein Instinkt für die Bühne. Die Unklarheiten und Unstimmigkeiten im Text des Floridante und die plötzlichen Wendungen im Drama gehen alle auf Rollis Konto, und es scheint, dass er in großer Eile gearbeitet hat. Händel blieb dies kaum verborgen, und so kehrte er später zu einer Zusammenarbeit mit Haym zurück.
Besetzung der Uraufführung:
- Floridante – Francesco Bernardi, genannt „Senesino“ (Mezzosopran, Kastrat)
- Oronte – Giuseppe Maria Boschi (Bass)
- Rossane – Maria Maddalena Salvai (Sopran)
- Elmira – Anastasia Robinson (Alt)
- Timante – Benedetto Baldassari, genannt „Benedetto“ (Sopran, Kastrat)
- Coralbo – John Lagarde (?) (Bass)

Das Werk stand bis 26. Mai 1722 auf dem Spielplan. In der folgenden Spielzeit gab es im Dezember 1722 nochmals sieben Vorstellungen, für die Händel die Rolle der Rossane für Anastasia Robinson erweiterte und einige neue Arien aus seiner italienischen Kantate Crudel tiranno amor (HWV 97) einfügte. Die Robinson hatte jetzt die ursprünglich für sie konzipierte Rolle der Rossane übernommen, da die zunächst erkrankte Margherita Durastanti nun „ihre“ Elmira singen konnte. Von dieser Fassung fanden zwei weitere Aufführungen in der Spielzeit 1727 statt. Weitere Änderungen nahm Händel für die sieben Vorstellungen von März bis Mai 1733 vor, als der das Werk für die zweite Akademie, die New Royal Academy einrichtete. Die Besetzung dieser Aufführungen ist nicht bekannt. Dass die Durastanti die Elmira auch 1733 übernommen haben könnte, wie Charles Burney und W. B. Squire behaupten, kann nicht zutreffen, da sie erst im Oktober 1733 wieder in London eintraf. Mit einiger Sicherheit können nur Senesino, wiederum in der Titelrolle, und Antonio Montagnana als Oronte angenommen werden.
Am Hamburger Theater am Gänsemarkt kam Floridante bereits ab 28. April 1723 unter dem Titel Der Thrazische Printz Floridantes zu elf Aufführungen, wie wir aus den Aufzeichnungen Matthesons wissen. Sämtliche Arien wurden im originalen Italienisch gesungen, während Joachim Beccau die Rezitative ins Deutsche übersetzt hatte. Diese Aufführungen standen unter der Leitung von Händels Jugendfreund Georg Philipp Telemann, der auch Beccaus Rezitative vertont hatte.
Die erste moderne Inszenierung in einer englischen Textfassung von Alan Kitching fand am 10. Mai 1962 in Abingdon im Unicorn Theatre mit einer verkleinerten Orchestration unter der musikalischen Leitung von Frances Kitching statt.
Die erste Aufführung des Stückes in historischer Aufführungspraxis sah man am 2. März 1990 in einer konzertanten Form in der Trinity-St. Paul’s United Church in Toronto (Kanada) mit dem Tafelmusik Baroque Orchestra unter der Leitung von Alan Curtis.

## Handlung

### Historischer und literarischer Hintergrund
Im „Argomento“ („Vorbemerkung“) des gedruckten Librettos gibt Rolli als Quelle seines Textes nur Silvanis La costanza in trionfo an. In diesem sind aber weder Quellen genannt, noch erinnern die Vorgänge in der Oper an irgendwelche historischen oder literarischen Ereignisse. Insofern stellt Händels Il Floridante eine Ausnahme in seinem Schaffen dar.

### Erster Akt
Ein Wald bei Tyrus. Sehnsüchtig erwarten Rossane und Elmira die Rückkehr des thrakischen Heeres unter Führung Floridantes, das die Tyrer im Kampf besiegt hat. Besonders Elmira ist ungeduldig, denn ihr Vater Oronte hatte ihr die Hochzeit mit Floridante versprochen, falls dieser als Sieger zurückkehrt: Dimmi, oh spene! (Nr. 1). Rossane ist nicht neidisch auf das bevorstehende Glück ihrer Schwester, da der Vater auch ihr Eheglück in Aussicht gestellt hat: sie soll den ihr unbekannten Prinzen von Tyrus, Timante, heiraten. Obwohl sie ihn niemals sah, ist sie trotzdem in diesen Fremden, auch nachdem er als Tyrer jetzt zu den Verlierern gehört, verliebt: Mà un dolce mio pensiero (Nr. 3).
Im Feldlager der Perser vor Persepolis. Mit einem Marsch wird Floridante feierlich empfangen (Nr. 4), jedoch bleibt König Oronte zu seinem siegreichen Feldherrn auf Distanz. Deshalb begrüßt ihn zuerst und umso herzlicher seine Braut Elmira, was Floridante in große Freude versetzt: Alma mia, sì, sol tu sei (Nr. 5). Nun tritt auch Rossane hervor, um Floridante zu beglückwünschen. Ein abseits stehender gefangener Tyrer, der kein Geringerer als Timante ist, stellt sich mit dem Namen „Glicone“ vor und Floridante kommt auf die Idee, den Gefangenen seiner zukünftigen Schwägerin zu schenken. Nun erscheint des Königs Statthalter, Coralbo, mit einem Brief des Königs, den er vorliest: „Floridante, übergebe Coralbo dein Kommando und begebe dich weg aus meiner Nähe. Oronte, König der Perser.“ Ratlos versuchen Floridante, Elmira und Rossane diesen Befehl zu verstehen und wollen sofort zum Vater gehen, um Aufklärung zu verlangen. Zuvor besingt Rossane die Tugend ihres designierten Schwagers: Dopo l’ombe d’un fiero sospetto (Nr. 6). Elmira und Floridante sind zwischen Zorn und Angst hin- und hergerissen, versichern sich ihrer Liebe und nehmen voneinander Abschied: Ma pria vedrò le stelle (Nr. 7) und Sventurato, godi, oh core (Nr. 8).
Königliches Gemach. Rossane stellt ihren Vater zur Rede, um die Gründe für den Bruch mit seinem besten Heerführer zu erfahren. In seiner Antwort zieht er sich hinter vermeintliche Staatsinteressen zurück: Finchè lo strale non giunge al segno (Nr. 9). Als er geht, hinterlässt er Rossane verwirrt. Nun tritt „Glicone“ auf, der auf Rossanes Nachfragen, wie es Timante ergangen sei, berichtet, dass sich ihr geliebter Unbekannter retten konnte und zudem von seiner Liebe zu ihr gesprochen habe. Rossane gibt „Glicone“ gegenüber zu erkennen, dass auch sie den tyrischen Prinzen liebe und geht ab. Nun allein, philosophiert Timante über seine Lage und die verschlungenen Wege des Schicksals: Dopo il nembo e la procelle (Nr. 11).
Thronsaal im Palast. Oronte hatte einer Audienz für Floridante zugestimmt. Als dieser nun erscheint, gibt Floridante zu erkennen, dass er die Entscheidung akzeptieren wird, aber dennoch erfahren will, was zu dieser unerklärlichen Kehrtwende geführt hat. Außerdem drängt er den König, sein Versprechen, Elmira zur Frau zu bekommen, zu halten. Doch weder erhält er auf seine Frage eine Antwort, noch ist Oronte bereit, die Ehezusage umzusetzen: Floridante soll Persien augenblicklich und ohne Elmira verlassen. Dieser beklagt sein ungerechtes Los und schließt seine verzweifelte Elmira noch einmal in den Arm; lieber wollen sie sterben als getrennt zu sein: Ah mio caro, se tu parti/Ah mia cara, se tu resti (Nr. 12).

### Zweiter Akt
Rossanes Gemach. Rossane berichtet „Glicone“, dass man Timante auf keinem der erbeuteten Schiffe gefunden habe und man deshalb annehmen müsse, er sei tot. Er tröstet sie und äußert sich zuversichtlich, denn er habe von Timante ein Bildnis bekommen zum Beweis, dass er lebe. Er zeigt Rossane das Bild und fügt noch hinzu, dass Timante sich verborgen halte. Als er geht, ist Rossane mit dem Bildnis allein. Die Hoffnung macht sie glücklich: Gode l’alma innamorata (Nr. 14). Auch sie geht ab.
Nun kommen „Glicone“ und der als Mohrensklave verkleidete Floridante. Der Gefangene verspricht Floridante, immer zu ihm zu halten. Jetzt kommt auch Elmira und erzählt den beiden Männern, dass sich nun auch Rossane entschlossen habe, mit ihnen zusammen zu fliehen, um ihren Timante zu finden.
Als Rossane auch „Glicone“ bittet, mit auf die Flucht zu kommen, gibt dieser seine Tarnung auf. Rossane und Timante sind nun glücklich und gestehen sich ihre Liebe. Auch Floridante himmelt seine Elmira an: Bramo te sola, non penso all'impero (Nr. 15).
Floridante und Timante gehen ab, um sich ein Versteck zu suchen. Als Schritte zu hören sind, geht auch Rossane.
Oronte und Elmira kommen. Der Vater erklärt der entsetzten Tochter, dass er Floridante verstoßen habe, um sie selbst heiraten zu können. Auf ihren Einwand hin, dass ein Vater nicht seine Tochter ehelichen könne, eröffnet ihr Oronte, dass sie nicht seine Tochter, sondern die seines von ihm gestürzten Vorgängers auf dem persischen Thron sei. Elmira begreift, dass der Mörder ihres Vaters sie nun zur Frau begehrt: Barbaro! t’odio a morte, mà più (Nr. 16).
Nach Elmiras zornigem Abgang beruhigt sich Oronte, indem er sich einredet, Elmiras Entrüstung würde sich mit der Zeit schon geben. Ma non s’aspetti, no (Nr. 17).
Am Hafen. In der Nacht wartet Elmira auf ihren geliebten Floridante, um die Flucht zu wagen. Als der endlich, immer noch als Mohr verkleidet, erscheint, tritt auch Oronte hinzu. Aber Elmira erkennt ihn nicht und flüstert Floridante zu, er solle den vermeintlichen Einbrecher mit einem Dolch töten. Aber Orontes Wachen halten ihn davon ab und legen ihn in Ketten. Oronte ist außer sich über diesen Mordversuch und ordnet die Hinrichtung des Sklaven an. Ebenso drohe Elmira dieses Schicksal, wenn sie der Ehe mit ihm nicht zustimmen würde. Verzweifelt und mit Todesverachtung stellt sie sich der Drohung: Mà che vuoi più da me (Nr. 22).

### Dritter Akt
Rossanes Gemach. Timante und Rossane haben aus ihrem Versteck heraus gesehen, was mit Elmira und Floridante geschehen ist. Rossane ist traurig und fühlt sich hilflos. Timante versucht, sie zu beruhigen: Nò, non piangete, pupille belle (Nr. 23). Da bringt Coralbo die gefangene Elmira herein. Als sie von Rossane gefragt wird, was geschehen ist, verbietet Elmira ihr, sie „Schwester“ zu nennen, da sie Elisa und die Tochter des von Oronte ermordeten Königs Nino sei. Doch Rossane möchte Elmira wie bisher verbunden bleiben.
Diese Reden wecken in Coralbo ehrenhafte Gefühle und er spricht Elmira Mut zu, dass das Volk den grausamen Mord an Nino noch nicht vergessen habe und sie ihre rechtmäßigen Thronansprüche gegen den Usurpator Oronte noch würde durchsetzen können: Non lasciar oppressa della sorte perrir quell'alma forte (Nr. 25).
Nun kommt Oronte und bringt die Nachricht vom angeblichen Tod des „Mohren“. Da fällt Elmira in Ohnmacht. Nun hat Oronte das Geheimnis des „Mohren“ gelüftet, lässt Floridante hereinbringen und befiehlt ihm, Elmira davon zu überzeugen, der Zwangsehe zuzustimmen, anderenfalls wären beide des Todes. Elmira erwacht aus ihrer Ohnmacht und als sie Floridante erkennt, traut sie ihren Augen nicht. Der berichtet ihr, was nun die Alternativen sind, vor die sie Oronte stellt. Beide wollen lieber sterben, als den Willen des Tyrannen zu erfüllen: Se dolce m’era già (Nr. 26) und Vivere per penare (Nr. 27).
In großer Eile kommt Timante in Rossanes Gemach, um sie zur Flucht zu überreden. Sie aber sieht sich nun als rechtmäßige Erbin des Reiches und verlangt von ihm, die Kerker zu stürmen, damit sie Elmira und Floridante gemeinsam befreien können. Timante würde zwar lieber fliehen, jedoch bedrängt ihn Rossane mit einem Liebesschwur: O cara spene del mio diletto (Nr. 28). Timante ist nun überzeugt: Amor commanda, onore invita (Nr. 29).
Kerker. Floridante liegt in Ketten: Questi ceppi, e quest‘ orrore (Nr. 30). Die Wachen führen Elmira mit einem Giftbecher in der Hand herein, da Oronte befohlen hat, sie selbst solle Floridante das Gift bringen. Doch sie will es nun selbst trinken, um der Gefangenschaft zu entgehen und ein selbstbestimmtes Ende zu finden. Der wütend hereinstürzende Oronte jedoch entreißt ihr den Giftpokal, um ihn an Floridante zu reichen. In diesem Augenblick stürmen Soldaten den Kerker, an ihrer Spitze Timante und Coralbo, die Floridante den Giftbecher entreißen. Sie nehmen Oronte fest und Coralbo fordert Elisa/Elmira auf, den ihr zustehenden Thron zu besteigen. Sie dankt Coralbo für seine Worte und Unterstützung und wendet sich an Floridante mit der Bitte, sie auf dem weiteren Lebensweg zu begleiten: Sì, coronar vogl'io col nobil serto d’or (Nr. 31). Oronte ist jetzt klar, dass er ausgespielt hat, beschwert sich aber trotzdem bei Coralbo über den Verrat an ihm: Che veggio? che sento? catene, tormento (Nr. 32).
Thronsaal im Palast. Elmira krönt Floridante zum Mitherrscher und verspricht für die Zukunft Frieden und Gerechtigkeit. Sie holt Rossane, ihre „Schwester“, mit an den Thron, die für ihren schuldig gewordenen Vater um Gnade bittet. Elmira delegiert die Entscheidung, was mit dem Usurpator Oronte geschehen soll, an Floridante. Dieser begnadigt ihn und gibt Timante die Herrschaft über Tyros und Rossane zur Frau. Elisa ruft diesen glücklichen Tag als immerwährenden Festtag im ganzen Land aus: Quando pena la costanza, spera pur (Nr. 35).

## Musik
Der englische Musikhistoriker Charles Burney war vom Lyrismus des Werkes beeindruckt, abgesehen davon, dass die Fuge der Ouvertüre seinem Empfinden nach “upon a convulsive and unpleasant theme” („auf einem krampfhaften und unangenehmen Thema“) basierte. Weiter schreibt er:

“The partizans for Bononcini seem to have had little foundation for their praise of his plaintive and pathetic songs; as there are generally more airs of that kind in a single act of an opera set by Handel, than in any one of Bononcini’s whole dramas.”

„Bononcinis Anhänger haben wenig Grund, diesen für seine klagenden und pathetischen Arien zu rühmen, sind doch in der Regel mehr Airs dieser Art in einem einzigen Akt einer Oper Händels gesetzt, als in irgendeinem ganzen Drama Bononcinis.“

Mit der Musik zu Il Floridante zeigt sich Händels Bemühen, mit dem außergewöhnlichen Erfolg von Bononcinis Opern in der vergangenen Saison zu konkurrieren. Trotz seines „Sieges“ im Il Muzio Scevola-Wettbewerb war klar geworden, dass Bononcinis eleganter und melodiöser Stil dem Zeitgeschmack des Londoner Publikums mehr entsprach als Händels dramatische Intensität. Die Partitur von Floridante enthält demnach mehr kurze, beschwingte Melodien als zum Beispiel der Radamisto.

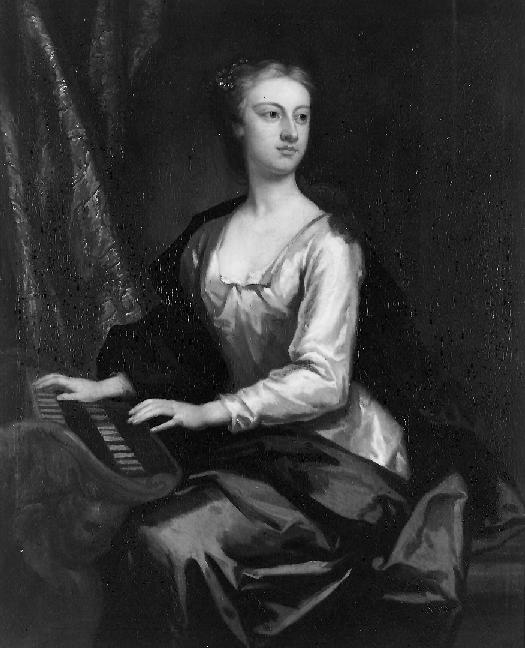
Anastasia Robinson ersetzte die erkrankte Durastanti, sie entsprach aber nicht Händels Vorstellung der Rolle Elmiras.

Nachdem Händel mit seiner Komposition bis zum Ende des zweiten Aktes gekommen war, erhielt er eine verhängnisvolle Nachricht: Seine Favorit-Sopranistin Margherita Durastanti, welche nach der vorigen Saison nach Italien gereist war, war zu krank, um die beschwerliche Reise nach London anzutreten, und es war klar, dass sie nicht rechtzeitig vor der geplanten Premiere Anfang Dezember wieder eintreffen würde. Händel hatte die Rolle der Elmira speziell für sie geschrieben, und diese Partie passte eigentlich perfekt zu ihrem Stimmumfang und dem starken dramatischen Stil, für den sie berühmt war. Er musste die Rolle nun komplett für Anastasia Robinson, eine Altistin mit einem kleineren Stimmumfang, welche ursprünglich für die Rossane vorgesehen war, überarbeiten. Diese war mehr auf das Spielen pathetischer Rollen, der unglücklich Liebenden, wie etwa der Titelheldin Griselda, einer gerade im Entstehen begriffenen Oper Bononcinis (Premiere: 22. Februar 1722), spezialisiert. Um die Rolle der Elmira nun für die Stimme und das Temperament der Robinson anzupassen, wären umfassende Umschreibungen erforderlich gewesen, was mit einer signifikanten Veränderung der Persönlichkeit Elmiras einhergegangen wäre. Es scheint jedoch, dass Händel nicht bereit war, die Einheitlichkeit des Dramas zu gefährden, und die drei Arien, welche er bereits für Elmira komponiert hatte, blieben nahezu unverändert, mit nur ein paar kleinen Anpassungen an den Umfang und die Beweglichkeit von Robinsons Stimme. Für diese war das Ergebnis zweifellos nicht optimal, und vielleicht war es diese unangenehme Erfahrung, die Robinson veranlasste, ihrem italienischen Freund Giuseppe Riva, dem diplomatischen Vertreter Modenas in London, zu schreiben, er möge doch seinen Einfluss bei Hofe verwenden, um Lady Darlington, eine Mätresse Georgs I., zu überreden, Händel dazu zu ermutigen, die Musik, die er bereits für die Rolle Matildas in seiner nächsten Oper, Ottone, geschrieben hatte, zu ändern:

“[…] that the greatest part of my Life has shew’d me to be a Patient Grisell by Nature, […] those songs that require fury and passion to express them, can never be performed by me acording (sic]) to the intention of the Composer, and consequently must loose their Beauty.”

„[…] dass der Hauptteil meines Leben mir gezeigt hat, dass ich von Natur aus eine ‚Griselda‘ bin, […] die Arien, die Wut und Leidenschaft, die sie [Matilda] ausdrücken muss, kann ich nicht so ausdrücken, dass sie mit der Absicht des Komponisten in Einklang zu bringen sind und so müssen sie ihre Schönheit verlieren.“

Händel nahm dann in Ottone tatsächlich die von Anastasia Robinson geforderten Änderungen vor.
Aufgrund der zahlreichen Anpassungen an die unerwarteten Ereignisse vor der Uraufführung und die späteren Umbesetzungen in den Wiederaufnahmen kann man von vier Fassungen des Floridante sprechen, wobei es schwer ist, Händels ursprüngliche Konzeption wieder herauszuschälen. Dies gelingt nur, wenn man die Entstehungsgeschichte des Werkes nachverfolgt.
Das Manuskript des Schlusschores der Oper wurde erst in den 1930er Jahren wiederentdeckt und vervollständigte das Autograph in der Königlichen Sammlung im Britischen Museum.

## Struktur der Oper
Ouverture (2 Ob, Fg, Str, BC)

### Erster Akt
| Scena I    | 1. Aria. Elmira (2 Vl, BC) Dimmi, oh spene!                                |
|            | Recitativo. Elmira, Rossane Oggi di Tracia                                 |
|            | 2. Aria. Elmira (2 Vl, BC) Godi, oh spene!                                 |
|            | Recitativo. Rossane Avventurosa Elmira!                                    |
|            | 3. Aria. Rossane (2 Ob, 2 Vl, BC) Ma un dolce mio pensiero                 |
| Scena II   | 4. Marche. (2 Trp, 2 Hr, 2 Ob, Str, BC)                                    |
|            | Recitativo. Floridante, Elmira Questo de’miei trionfi                      |
|            | 5. Aria. Floridante (2 Ob, Str, BC) Alma mia, sì, sol tu sei               |
| Scena III  | Recitativo. Rossane, Floridante, Elmira, Timante Giove, compensator        |
| Scena IV   | Recitativo. Corallo, Floridante, Rossane, Elmira Oronte, il Re de' Persi   |
|            | 6. Aria. Rossane (Str, BC) Dopo l’ombre d’un fiero sospetto                |
|            | Recitativo. Floridante, Elmira Ch'io parta? Ch'io ti perda?                |
|            | 7a. Aria. Elmira (Str, BC) Ma pria vedrò le stelle                         |
|            | Recitativo. Floridante Fammi bersaglio pur                                 |
|            | 8. Aria. Floridante (2 Ob, Str, BC) Sventurato, godi, oh core abbandonato! |
| Scena V    | Recitativo. Rossane, Oronte Cinto d'allori Floridante torna                |
|            | 9. Aria. Oronte (2 Ob, Str, BC) Finchè lo strale non giunge al segno       |
|            | Recitativo. Rossane Novo aspetto di cose                                   |
| Scena VI   | Recitativo. Rossane, Timante Ma viene di prigionier                        |
|            | 10a. Aria. Rossane (2 BlFl, Str, BC) È un sospir che vien dal core         |
|            | Recitativo. Timante Per quali vie lontane                                  |
|            | 11. Aria. Timante (2 Ob, Str, BC) Dopo il nembo e la procella              |
| Scena VII  | Recitativo. Floridante, Oronte Al primo cenno, Sire                        |
| Scena VIII | Recitativo. Elmira, Oronte, Floridante Padre, Signor, frena lo sdegno      |
|            | 12. Duetto. Elmira, Floridante (Str, BC) Ah mia cara, se tu resti          |

### Zweiter Akt
| Scena I    | Recitativo. Timante, Rossane Ecco il vago mio sol                                                                           |
|            | 13a. Aria. Timante (2 Ob, Str, BC) Lascioti, oh bella, il volto d'un che vorrebbe anco                                      |
|            | Recitativo. Rossane O fortunati affetti miei                                                                                |
|            | 14a. Aria. Rossane (2 Ob, 2 Vl, BC) Gode l’alma innamorata                                                                  |
| Scena II   | Recitativo. Timante, Floridante Difficil cosa                                                                               |
| Scena III  | Recitativo. Floridante, Elmira Fedele Elmira!                                                                               |
| Scena IV   | Recitativo. Rossane, Timante, Floridante, Elmira Glicon, se sei verace                                                      |
|            | 15. Aria. Floridante (2 Ob, Str, BC) Bramo te sola, non penso all’impero                                                    |
|            | Recitativo. Timante, Elmira, Rossane Oronte un messo invia                                                                  |
| Scena V    | Recitativo. Oronte, Elmira Questo e il tempo fatal                                                                          |
|            | 16. Aria. Elmira (2 Vl, BC) Barbaro! t’odio a morte                                                                         |
|            | Recitativo. Oronte Convien lasciar libero il corso                                                                          |
|            | 17. Aria. Oronte (2 Vl, BC) Ma non s’aspetti, no                                                                            |
| Scena VI   | Recitativo. Rossane, Timante Ormai tutta silenzio                                                                           |
|            | 18. Duetto. Rossane, Timante (2 BlFl, 2 Ob, 2 Fg, Str, BC) Fuor di perielio di fiero artiglio                               |
| Scena VII  | 19. Arioso e Recitativo accompagnato. Elmira (Str, BC) Notte cara, deh! riportami'l mio ben / Parmi ascoltare un lieve moto |
| Scena VIII | Recitativo. Floridante, Elmira Oh facil porta                                                                               |
| Scena IX   | Recitativo. Oronte, Elmira, Floridante Qual buona sorte!                                                                    |
|            | 20. Aria. Floridante (Str, BC) Tacerò, ma non potrai                                                                        |
|            | Recitativo. Oronte Guardia a costei                                                                                         |
|            | 21. Recitativo accompagnato. Elmira (Str, BC) Sorte nemica, hai vinto!                                                      |
|            | Recitativo. Elmira Fatto ai l'estremo de' tuoi danni                                                                        |
|            | 22. Aria. Elmira (2 Vl, BC) Ma che vuoi più da me, sorte crudele e ria?                                                     |

### Dritter Akt
| Scena I    | Recitativo. Timante, Rossane Giunsi allor che fra guardie                                   |
|            | 23. Aria. Timante (2 Vl, BC) No, non piangete, pupille belle                                |
| Scena II   | Recitativo. Rossane, Elmira, Coralbo Oh sventurati e vani                                   |
|            | 24. Aria. Rossane (2 Ob, 2 Vl, BC) Se risolvi abbandonarmi                                  |
|            | Recitativo. Coralbo, Elmira Or mi si svela                                                  |
|            | 25. Aria. Coralbo (2 Ob, 2 Vl, BC) Non lasciar oppressa della sorte                         |
| Scena III  | Recitativo. Oronte, Elmira Elmira, a te ritorno                                             |
| Scena IV   | Recitativo. Floridante, Oronte, Elmira Numi, che aspetto di dolor!                          |
|            | 26. Aria. Floridante (Str, BC) Se dolce m’era già viver                                     |
|            | Recitativo. Elmira Si mora, sì, vivere a voglia altrui                                      |
|            | 27. Aria. Elmira (2 Vl, BC) Vivere per penare, no, che non voglio                           |
| Scena V    | Recitativo. Timante, Rossane Nella vasta citta sparso e gia pronto                          |
|            | 28a. Aria. Rossane (2 Ob, Str, BC) Vanne, segui’l mio desio!                                |
|            | Recitativo. Timante Servasi alla mia bella                                                  |
|            | 29a. Aria. Timante (Str, BC) Amor commanda, onore invita                                    |
| Scena VI   | 30. Aria. Floridante (Str, BC) Questi ceppi, e quest’orrore non mi fanno già spavento       |
| Scena VII  | Recitativo. Elmira, Floridante Misera amato Prence!                                         |
| Scena VIII | Recitativo. Oronte, Floridante, Elmira Tale non era il cenno mio                            |
| Scena IX   | Recitativo. Coralbo, Oronte, Timante, Elmira, Floridante S’uccida, chi resiste a’nostr’armi |
|            | 31. Aria. Elmira (2 Ob, Str, BC) Sì, coronar vogl’io col nobil serto d’or                   |
|            | Recitativo. Oronte Ah! traditor Coralbo!                                                    |
|            | 32. Aria. Oronte (Str, BC) Che veggio? che sento?                                           |
|            | 33. Sinfonia. (2 Hr, Str, BC)                                                               |
| Scena X    | Recitativo. Elmira, Floridante, Rossane, Timante Fido e guerriero                           |
|            | 34. Aria. Floridante (2 Vl, BC) Mia bella, godo che son per te                              |
|            | Recitativo. Elmira La cittade, la reggia                                                    |
|            | 35. Coro. (2 Trp, 2 Ob, 2 Hr, Str, BC) Quando pena la costanza                              |

## Orchester
Zwei Blockflöten, zwei Oboen, zwei Fagotte, zwei Trompeten, zwei Hörner, Streicher, Basso continuo (Violoncello, Laute, Cembalo).

## Diskografie
- Hungaroton HCD 31304-6 (1990): Drew Minter (Floridante), István Gáti (Oronte), Katalin Farkas (Rossane), Annette Markert (Elmira), Mária Zádori (Timante), József Moldvay (Coralbo)

Capella Savaria; Dir. Nicholas McGegan (160 min)
- DGG Archiv Produktion 477 656-6 (2005): Marijana Mijanovic (Floridante), Vito Priante (Oronte), Sharon Rostorf-Zamir (Rossane), Joyce DiDonato (Elmira), Roberta Invernizzi (Timante), Riccardo Novaro (Coralbo)

Il complesso barocco; Dir. Alan Curtis (164 min)